# Lunca (gmina w okręgu Botoszany)
Lunca – gmina w Rumunii, w okręgu Botoszany. Obejmuje miejscowości Lunca, Stroiești i Zlătunoaia. W 2011 roku liczyła 4355 mieszkańców.